# Felsőlelóc
Koordináták: é. sz. 48,7218°, k. h. 18,5348°48.721800°N 18.534800°E
Felsőlelóc (szlovákul Horné Lelovce) Nyitranovák városrésze Szlovákiában, a Trencséni kerületben, a Privigyei járásban.

## Fekvése
Privigyétől 8 km-re délnyugatra, Nyitranováknak a Nyitra jobb partján fekvő részét képezi.

## Története
1784-ben 25 háza és 176 lakosa volt.
A 18. század végén Vályi András így ír róla: „LELÓCZ. Alsó, és Felső Lelécz. Két tót falu Nyitra Várm. Alsó Lelócznak földes Urai Tarnóczí, és több Uraságok, amannak pedig a’ Nyitrai Káptalanbéli Uraság, lakosaik katolikusok, fekszenek Simonyához másfél mértföldnyire, földgyeik közép termékenységűek, fájok, legelőjök elég van, piatzozások Oszlányon, és Prividgyén.”
1831-ben 232 lakos élt a faluban.
Fényes Elek 1851-ben kiadott geográfiai szótárában így ír a faluról: „Lelocz (Felső), tót falu, Nyitra vmegyében, 229 kath. lak. F. u. többen. Ut. posta Privigye.”
Borovszky Samu monográfiasorozatának Nyitra vármegyét tárgyaló része szerint: „Felső-Lelócz, nyitramenti kis tót község, 269 r. kath. vallásu lakossal. Postája, távirója és vasúti állomása Nyitra-Novák. A falu 1332-ben királyi birtok volt. Későbbi földesurai a Tarnóczyak voltak.”
A trianoni diktátumig Nyitra vármegye Privigyei járásához tartozott.
1944-ben csatolták Nyitranovákhoz.

## Népessége
1880-ban 226 lakosából 209 szlovák, 10 német anyanyelvű és 6 csecsemő volt.
1910-ben 377 lakosából 372 szlovák és 5 német anyanyelvű lakosa volt.

## Külső hivatkozások
- Felsőlelóc a térképen

## Lásd még
- Nyitranovák
- Nyitralaszkár